# Juan de Homedes
Fra' Juan de Homedes y Coscon także Jean (ur. 1477 lub 1494; zm. 6 września 1553) – 47. wielki mistrz zakonu joannitów w latach 1536–1553.
W 1547 i 1551 muzułmańscy korsarze zaatakowali Maltę co zmusiło wielkiego mistrza do budowy fortyfikacji. W 1552 wzniesiono dwa nowe forty chroniące zatokę Wielkiego Portu: na półwyspie Sciberras powstał zamek i fort San Elmo, a w Birgu fort San Michel.
W 1550 joannici utracili Trypolis w Libii. Wielki mistrz obwiniał o to komendanta twierdzy Gasparda de Vallier, którego pozbawił szlachectwa i uwięził. Kilka lat później de Vallier został zrehabilitowany przez wielkiego mistrza Jeana de la Valette'a. 
Juan de Homedes y Coscon został pochowany w konkatedrze św. Jana w głównej krypcie obok Piero de Ponte.